# Ley Micaela
La Ley Micaela o "Ley Micaela de Capacitación Obligatoria en Género para todas las personas que integran los Tres Poderes del Estado" (Ley N° 27499/2018) es una ley nacional sancionada en Argentina en 2018 y promulgada en 2019, que establece la capacitación obligatoria en la temática de género y violencia contra las mujeres para todas las personas que se desempeñen en la función pública en todos sus niveles y jerarquías en los poderes Ejecutivo, Legislativo y Judicial de la Nación en la República Argentina. Su nombre se debe a que fue resultado de la movilización social tras el femicidio de la adolescente Micaela García en 2017 y generó exigencias hacia los organismos del Estado en capacitación en perspectiva de género.

## Historia

### Asesinato de Micaela García
Micaela García era una militante del Movimiento Evita que fue violada y asesinada a la salida de una discoteca en Gualeguay (Entre Ríos), en 2017. El autor del crimen fue Sebastián Wagner, quien había sido condenado a nueve años de prisión por la violación de dos mujeres. A Wagner se le había otorgado la libertad condicional 9 meses antes del femicidio a pesar de que el informe criminológico había sido negativo y recomendaba no otorgarle dicha libertad. Luego de siete días de búsqueda intensa, en abril de 2017, la noticia del crimen generó una fuerte conmoción en todo el país, ya que Micaela participaba activamente del movimiento Ni una menos, además del Movimiento Evita. La repercusión social del hecho llevó a movilizaciones en todo el país.
Por el femicidio fue condenado a prisión perpetua Sebastián Wagner, de 30 años.

### Aprobación de la ley
La iniciativa había sido aprobada el día anterior, 19 de diciembre de 2018, en Diputados con 171 votos a favor y uno en contra (Alfredo Olmedo) cuando el entonces oficialismo tuvo que acceder a incorporar el proyecto en el orden del día de la sesión extraordinaria, aunque había sido presentado en 2017 y contaba con dictamen de comisión desde hacía meses.

### Posible modificación
El proyecto original de Ley Ómnibus de "Ley de Bases y Puntos de Partida para la Libertad de los Argentinos" presentado el 27 de diciembre de 2023 por Javier Milei incluía la modificación de seis artículos de la Ley Micaela, con el objetivo de recortar el alcance de la ley y reducir drásticamente la cantidad de funcionarios que deben ser capacitados. La Ley Bases finalmente aprobada en junio de 2024 no incluyó estos cambios en la Ley Micaela. Se desconoce si el actual oficialismo buscará insistir con los cambios.

## Normativa
La normativa establece la capacitación obligatoria en la temática de género y violencia contra las mujeres, para todas las personas que se desempeñen en la función pública en todos sus niveles y jerarquías en los poderes Ejecutivo, Legislativo y Judicial de la Nación. Era el Ministerio de las Mujeres, Géneros y Diversidad (disuelto en 2023) quien difundía en su página web el grado de cumplimiento de cada uno de los organismos públicos.
Las capacitaciones son organizadas por las máximas autoridades de los organismos públicos y las organizaciones sindicales correspondientes. Si en esos organismos existen áreas, programas u oficinas de género, las autoridades pueden contar con su colaboración para organizar y cumplir con las capacitaciones. Los organismos públicos pueden hacer adaptaciones de materiales o programas existentes o desarrollar un programa propio; siempre cumpliendo la normativa, recomendaciones y otras disposiciones de los organismos que controlan el cumplimiento de las convenciones internacionales sobre género y violencia contra las mujeres firmadas por Argentina. El Ministerio de las Mujeres, Géneros y Diversidad certificaba la calidad de las capacitaciones elaboradas.
Según la ley, todos los agentes del Estado deben cursar y aprobar todos los años la capacitación. El incumplimiento será considerado una falta grave que incluirá sanciones y obstaculizará el ascenso a un cargo superior en caso de que corresponda. Asimismo, los contenidos deben apuntar a la prevención de la violencia de género en todas sus formas, como establece la Ley 26.485 de Protección integral; para prevenir, sancionar y erradicar la violencia contra las mujeres en los ámbitos en que desarrollen sus relaciones interpersonales.

## Normativas Provinciales
La Ley Micaela limita su aplicación a la función pública de nivel nacional, no obstante su Artículo 10 invita a la adhesión a la Ciudad de Buenos Aires y a las provincias Argentinas. Todas estas jurisdicciones ya adhirieron a la Ley con reglamentaciones locales. La siguiente tabla recoje la implementación llevada adelante en dichos distritos:
| Jurisdicción                                          | Reglamentación local                           | Fecha                    |
| ----------------------------------------------------- | ---------------------------------------------- | ------------------------ |
| Provincia de Buenos Aires                             | Ley provincial 15.134 "Ley Micaela bonaerense" | 21 de marzo de 2019      |
| Provincia de Catamarca                                | Ley provincial 5.602                           | 22 de agosto de 2019     |
| Provincia del Chaco                                   | Ley provincial Natalia Samaniego 2997-G        | 8 de mayo de 2019        |
| Provincia del Chubut                                  | Ley VIII n.º 129                               | 21 de marzo de 2019      |
| Provincia de Córdoba                                  | Ley provincial 10.628                          | 22 de mayo de 2019       |
| Provincia de Corrientes                               | Ley provincial 6.527                           | 4 de marzo de 2020       |
| Provincia de Entre Ríos                               | Ley provincial 10.768                          | 3 de diciembre de 2019   |
| Provincia de Formosa                                  | Ley provincial 1.684                           | 12 de marzo de 2020      |
| Provincia de Jujuy                                    | Ley provincial 6.140                           | 5 de septiembre de 2019  |
| Provincia de La Pampa                                 | Ley provincial 3.175                           | 12 de septiembre de 2019 |
| Provincia de La Rioja                                 | Ley provincial 10.279                          | 18 de junio de 2020      |
| Provincia de Mendoza                                  | Ley provincial 9.196                           | 30 de octubre de 2019    |
| Provincia de Misiones                                 | Ley IV - Nro. 85                               | 26 de septiembre de 2019 |
| Provincia del Neuquén                                 | Ley provincial 3.201                           | 27 de junio de 2019      |
| Provincia de Río Negro                                | Ley provincial 5.410                           | 25 de noviembre de 2019  |
| Provincia de Salta                                    | Ley provincial 8.139                           | 23 de abril de 2019      |
| Provincia de San Juan                                 | Ley 2.007-A                                    | 28 de noviembre de 2019  |
| Provincia de San Luis                                 | Ley I-1.016                                    | 27 de noviembre de 2019  |
| Provincia de Santa Cruz                               | Ley provincial 3.642                           | 28 de marzo de 2019      |
| Provincia de Santa Fe                                 | Ley provincial 13.891                          | 12 de septiembre de 2019 |
| Provincia de Santiago del Estero                      | Ley provincial 7.290                           | 1 de octubre de 2019     |
| Tierra del Fuego, Antártida e Islas del Atlántico Sur | Ley provincial 1.293                           | 29 de noviembre de 2019  |
| Provincia de Tucumán                                  | Ley provincial 9.247                           | 21 de mayo de 2020       |
| Ciudad Autónoma de Buenos Aires                       | Ley 6.208 de la Ciudad de Buenos Aires         | 10 de octubre de 2019    |